# آئلوسور
گربه‌سوسمارها یا آئلوسورها (نام علمی: Aelurosaurus) (از واژهٔ یونان باستان αἴλουρος به معنی "گربه" و σαῦρος به معنی "سوسمار، مارمولک") نام یک سرده از زیرراسته زشت‌سیمایان است.